# سوزان كهرمانر
سوزان كهرمانر (بالتركية: Suzan Kahramaner)‏ (21 مايو 1913 - 22 فبراير 2006) كانت واحدة من أوائل علماء الرياضيات الإناث في الأوساط الأكاديمية التركية.

## التعليم

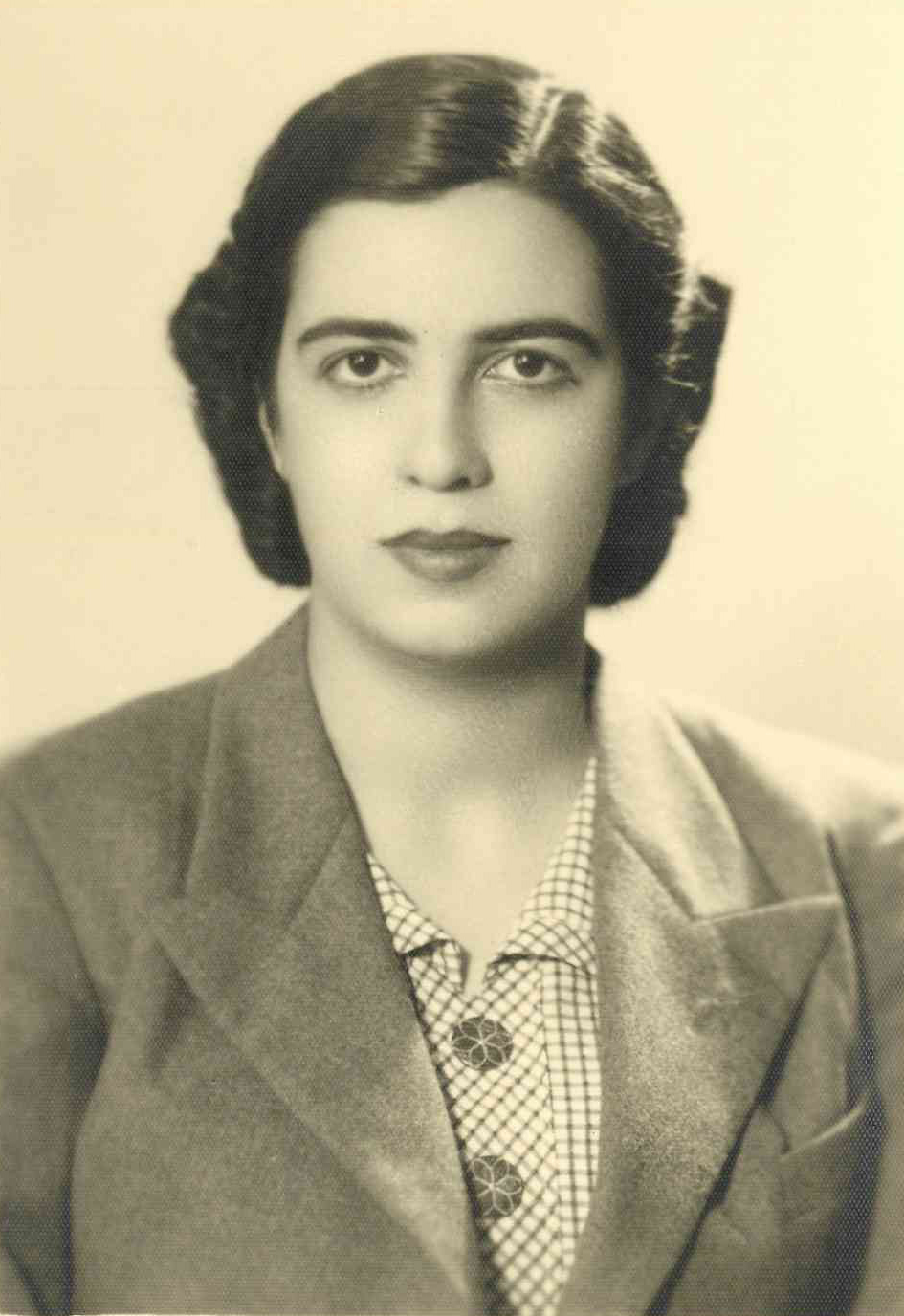
صورة لسوزان

ولدت كهرمانر في أسكودار، في إسطنبول. كانت والدتها موزين هانم ابنة أمين صندوق في محافظة حلب، وكان والدها الجراح الدكتور رفقي عثمان بك. درست في مدرسة مودا نومان إناس الابتدائية بين عامي 1919 و1924. وبعد الالتحاق بمدرسة نوتردام دي سيون في عام 1924، أكملت تعليمها الثانوي وحصلت على درجة البكالوريوس الفرنسية في عام 1934.
في أعقاب إصلاحات التعليم العالي التي أجريت في عام 1933 في إسطنبول، تم تحديث دارولفونون، والتي كانت المؤسسة الوحيدة للتعليم العالي في البلاد، تم تطويرها وتغيير اسمها إلى جامعة إسطنبول. بدأت سوزان كهرمانر دراساتها العليا في عام 1934 في قسم الرياضيات وعلم الفلك بجامعة إسطنبول. بالإضافة إلى مناهجها التعليمية المتجددة والكلية الآخذة في التطور، استضافت جامعة إسطنبول الأبحاث العلمية للعديد من الأكاديميين الألمان المشهورين الذين فروا من ألمانيا قبل الحرب العالمية الثانية.
خلال دراستها قبل التخرج، تتلمذت على يد العديد من علماء الرياضيات المعروفين بما في ذلك الأستاذ الدكتور علي يار، الأستاذ الدكتور كريم إريم، الأستاذ الدكتور ريتشارد فون ميزس، الأستاذ الدكتور هيلدا غايرينجر والأستاذ الدكتور وليام براجر.
في عام 1939، تخرجت سوزان كهرامانر من قسم الرياضيات وعلم الفلك في جامعة إسطنبول، والتي استضافت في السابق كفاءات أكاديمية كبيرة من خلال باحثيها الناجحين. أجرت مشاريع بحثية في مجال الفيزياء بين عامي 1939 و1940.
في عام 1943، بدأت دراسة الدكتوراه على «مسائل المعامل في نظرية التوابع العقدية» بإشراف الأستاذ الدكتور كريم إريم، أول عالم رياضيات في تركيا حاصل على درجة الدكتوراه، أكمل دراسة الدكتوراه في جامعة فريدريك ألكسندر في ألمانيا بإشراف الأستاذ الدكتور أدولف هورويتز. كان الأستاذ الدكتور كريم إريم أول عالم يشرف على دراسة الدكتوراه في الرياضيات في تركيا. كان عنوان أطروحة كهرمانر في الدكتوراه «الوظائف التحليلية التي تتنبأ بنفس القيمة أو القيم المعطية (نقاط إم المعطاة)».

## حياتها المهنية
في بداية العام الدراسي 1940-1941، نظراً لأن المعلمين في ذلك الوقت لم يتم تعيينهم في إسطنبول ولكن تم تعيينهم بدلاً من ذلك في مدن أخرى في تركيا، بدأت العمل كمدرس مساعد في مدرسة كامليكا الثانوية للبنات، عملت مدرسّة للرياضيات هناك حتى عام 1943. في عام 1943، عملت كمدرس مساعد لدورات التحليل الأول والتحليل الثاني في قسم الرياضيات في كلية العلوم في جامعة اسطنبول. بعد الموافقة على أطروحة الدكتوراه، واصلت سوزان كهرمانر دراستها العلمية والأكاديمية في جامعة إسطنبول كواحدة من أوائل علماء الرياضيات النساء في تركيا حاصلة على درجة الدكتوراه في الرياضيات.
كتبت في أطروحتها للحصول على الأستاذية «في الحجة القائلة إن الدوال أحادية التكافؤ» وبالتالي حملت لقب مساعد أستاذ جامعي في نفس العام بعد اجتيازها الاختبارات اللازمة بنجاح. تم إرسالها إلى الأستاذ الدكتور رولف نيفانلينا إلى جامعة هلسنكي لمدة عام في يناير 1957 من أجل إجراء البحوث حول نظرية التوابع العقدية. شاركت في المؤتمر الاسكندنافي لعلماء الرياضيات، الندوة الدولية حول نظرية التوابع، في هلسنكي في نفس العام في شهر أغسطس، حظيت بفرصة للقاء بعض علماء الرياضيات المعروفين مثل إرنست هولدر، فيلهلم بلتشكه، لارس فاليريان اهلفورس، باول مونتيل، اولي ليتو، مييشسلاف بيرناكي، ألكسندر غيلفوند، ألبرت بيفلوغر، ويلفريد كابلان، والتر هايمان وبول اردوس.
في نوفمبر 1957، ذهبت إلى زيوريخ لمواصلة بحثها العلمي لمدة عام تقريباً في جامعة زيوريخ، حيث كان الأستاذ الدكتور رولف نيفانلينا يحاضر هناك. في أغسطس 1958، حضرت المؤتمر الدولي لعلماء الرياضيات في إدنبره الذي عقده الاتحاد الدولي لعلماء الرياضيات، حيث منحت لمتلقيها ميداليات فيلدز (تُمنح لعلماء الرياضيات الذين لم يتجاوزا الأربعين عاماً)، وجائزة نيفانلينا، وجائزة غاوس وميدالية تشرن.
عادت إلى جامعة إسطنبول في نهاية عام 1958. في خريف عام 1959، فازت بمنحة حلف الناتو، والتي تقدمت إليها بطلب من الأستاذ الدكتور رولف نيفانلينا ومن خلال هذه المنحة الدراسية عملت في جامعة زيورخ خلال الأعوام 1959-1960.
بعد ذلك، أجرت البحوث العلمية في جامعة ستانفورد لمدة شهر. واصلت بحثها في نفس العام في سبتمبر في جامعة هلسنكي. عادت إلى عملها في جامعة إسطنبول في نهاية أكتوبر عام 1960.
شاركت في المؤتمر الدولي للرياضيات الذي عقد في ستوكهولم في أغسطس 1962. أجرت بحثها في جامعة هلسنكي وجامعة زيورخ في سبتمبر وأكتوبر في نفس العام. في أغسطس 1966، دُعيت إلى ندوة رولف نيفانلينا الثاني. في أغسطس 1966، انضمت إلى المؤتمر الدولي لعلماء الرياضيات في موسكو. بعد المؤتمر، أجرت دراساتها في جامعة هلسنكي في سبتمبر وأكتوبر من أجل إكمال أطروحتها العلمية.
تم قبول أطروحتها الأستاذية، بعنوان «تطبيقات المعادلات التفاضلية من المرتبة الأولى»، في عام 1968 حصلت على لقب أستاذة جامعية في العام نفسه. أجرت الدراسات العلمية في مختلف الجامعات في لندن، باريس، زيوريخ ونيس في عام 1970. حضرت المؤتمر الدولي لعلماء الرياضيات في نيس في عام 1970.
ساهمت في تأسيس اتحاد البلقان لعلماء الرياضيات، الذي تحقق بمشاركة رومانيا، يوغسلافيا، اليونان، بلغاريا وتركيا في نفس العام. شاركت في اتحاد البلقان لعلماء الرياضيات في أثينا عام 1971. وشاركت أيضاً في المؤتمر الذي نظمه اتحاد علماء البلقان في سبتمبر 1971.
في مايو ويوليو 1973، زارها كُلاً من الأستاذ الدكتور أو ليهتو، الأستاذ الدكتور ميناهيم ماكس شيفر، الأستاذ الدكتور أو تامي، الأستاذ الدكتور سيفدت كوتشاك، والأستاذ الدكتور اتش مينك وقاموا ببعض الأبحاث العلمية معها. انضمت إلى المؤتمر والندوة الدولية حول نظرية التوابع لمعهد سيليفري للبحوث في الرياضيات عام 1976. في هذه الندوة، حصل الأستاذ الدكتور رولف نيفانلينا على لقب مرتبة الشرف. في نفس العام، حصلت على ميدالية جامعة جيفاسكيلا (فنلندا). انضمت إلى المؤتمر الذي نُظم في فارنا عام 1977 من قبل اتحاد البلقان لعلماء الرياضيات. في عام 1978، شاركت أيضاً في المؤتمر الدولي لعلماء الرياضيات في هلسنكي وندوة رولف نيفانلينا في جونسو. كانت رئيسة قسم الرياضيات بين عامي 1978 و1979 في جامعة إسطنبول.
كانت سوزان كهرمانر المشرفة على درجة الدكتوراه لكل من أحمد درنيك، ورفقي كهرمانر، ويسار بولاتوغلو، والمشرف المشارك على سيمين أكدوغان.
في بداية عام 1983، تقاعدت سوزان كهرمانر من جامعة إسطنبول بعد أربعين عاماً في الأوساط الأكاديمية بسبب عمرها. خلال تقاعدها، واصلت البحث العلمي. في أغسطس 1987، حضرت ندوة رولف نيفانلينا في لينينغراد.

## الجوائز والتكريمات
حصلت سوزان كهرمانر على سيف حرب الاستقلال من قبل جمعية هاليك روتاري في الاحتفال الخامس والسبعين للجمهورية التركية.

## حياتها الشخصية
توفيت سوزان كهرمانر في إسطنبول، يوم الأربعاء، 22 فبراير 2006.